# Hydriomena puncticaudata
Hydriomena puncticaudata là một loài bướm đêm trong họ Geometridae.